# Würst
Würst (w niektórych regionach jako Wurst) – album kompilacyjny niemieckiego zespołu industrialnego KMFDM, zawierający największe hity grupy ze wszystkich lat aktywności muzycznej. Wydany został 28 września 2010 roku. Większość utworów na albumie to edytowane lub singlowe wersje utworów. Dwupłytowe wydanie kompilacji zostało wydane tego samego dnia pod tytułem Greatest Shit.

## Lista utworów
1. "D.I.Y" (Edit) - 4:19
2. "Tohuvabohu" (Edit) - 4:44
3. "Son of a Gun" (Overhauled Mix Edit) - 3:33
4. "Juke Joint Jezebel" (Single Mix) - 4:10
5. "Naïve" (Edit) - 3:44
6. "Sucks" (12” Mix Edit) - 3:57
7. "Hau Ruck" (Edit) - 3:26
8. "More & Faster" - 3:32
9. "Money" (Radio-Mix) - 3:50
10. "Megalomaniac" (Single Mix Edit) - 3:10
11. "Virus" (12” Mix Edit) - 4:11
12. "Light" (Cellulite Radio Mix) - 3:49
13. "Anarchy" (Edit) - 4:04
14. "Vogue" (Edit) - 3:00
15. "Split" (12” Mix Edit) - 3:54
16. "WWIII" (Edit) - 4:29
17. "Godlike" (12” Mix Edit) - 4:04
18. "A Drug Against War" (Single Mix) - 3:42
19. "Power" (Single Mix Edit) - 3:08